# Beat call the moment
「Beat call the moment」（ビート・コール・ザ・モーメント）は2009年10月21日に発売されたU WAVE3枚目のシングル。

## 概要
前作より約3年ぶりのシングル。
表題曲はテレビ東京系ドラマ『俺たちは天使だ! NO ANGEL NO LUCK -3D-』のエンディングテーマとして使用された。
ランティスレーベルからのリリースであるが、2010年7月にM-TRESから発売された2ndアルバム『U WAVE 2 FRE-QUEN-CY』には2曲とも収録された。
最初からCDとDVDの2枚組仕様で発売された。付属のDVDには表題曲のミュージックビデオが収録されている。
メジャーレーベルでのリリース及びCDシングルの一般販売はU WAVE名義では本作が最後となった。

## 収録曲
| 全作曲・編曲: 土橋安騎夫。 |                                         |           |            |      |
| #                          | タイトル                                | 作詞      | 作曲・編曲 | 時間 |
| 1.                         | 「Beat call the moment」                | 畑亜貴    | 土橋安騎夫 | 3:55 |
| 2.                         | 「12個のkeynote」                       | 田中花乃  | 土橋安騎夫 | 4:41 |
| 3.                         | 「Beat call the moment (Instrumental)」 |           | 土橋安騎夫 | 3:55 |
| 4.                         | 「12個のkeynote (Instrumental)」        |           | 土橋安騎夫 | 4:40 |
| 合計時間:                  | 合計時間:                               | 合計時間: | 17:11      |      |

| #  | タイトル                              | 作詞 | 作曲・編曲 |
| -- | ------------------------------------- | ---- | ---------- |
| 1. | 「Beat call the moment」(Music Video) |      |            |

## 収録アルバム
- U WAVE 2 FRE-QUEN-CY (#1,#2)